# Rondartschier

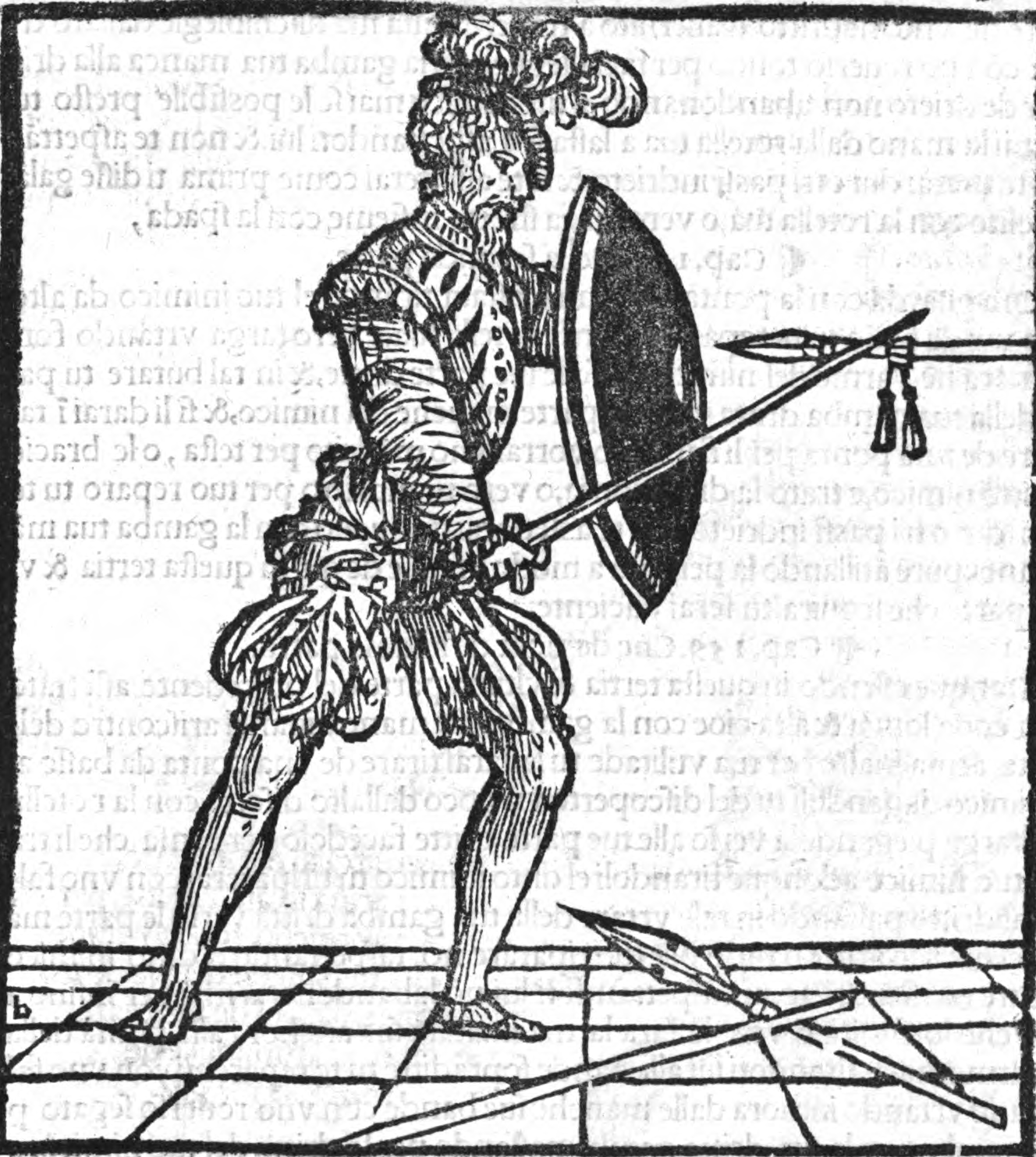
Portugiesischer Rodelero im Fechtbuch Opera Nova (1536)

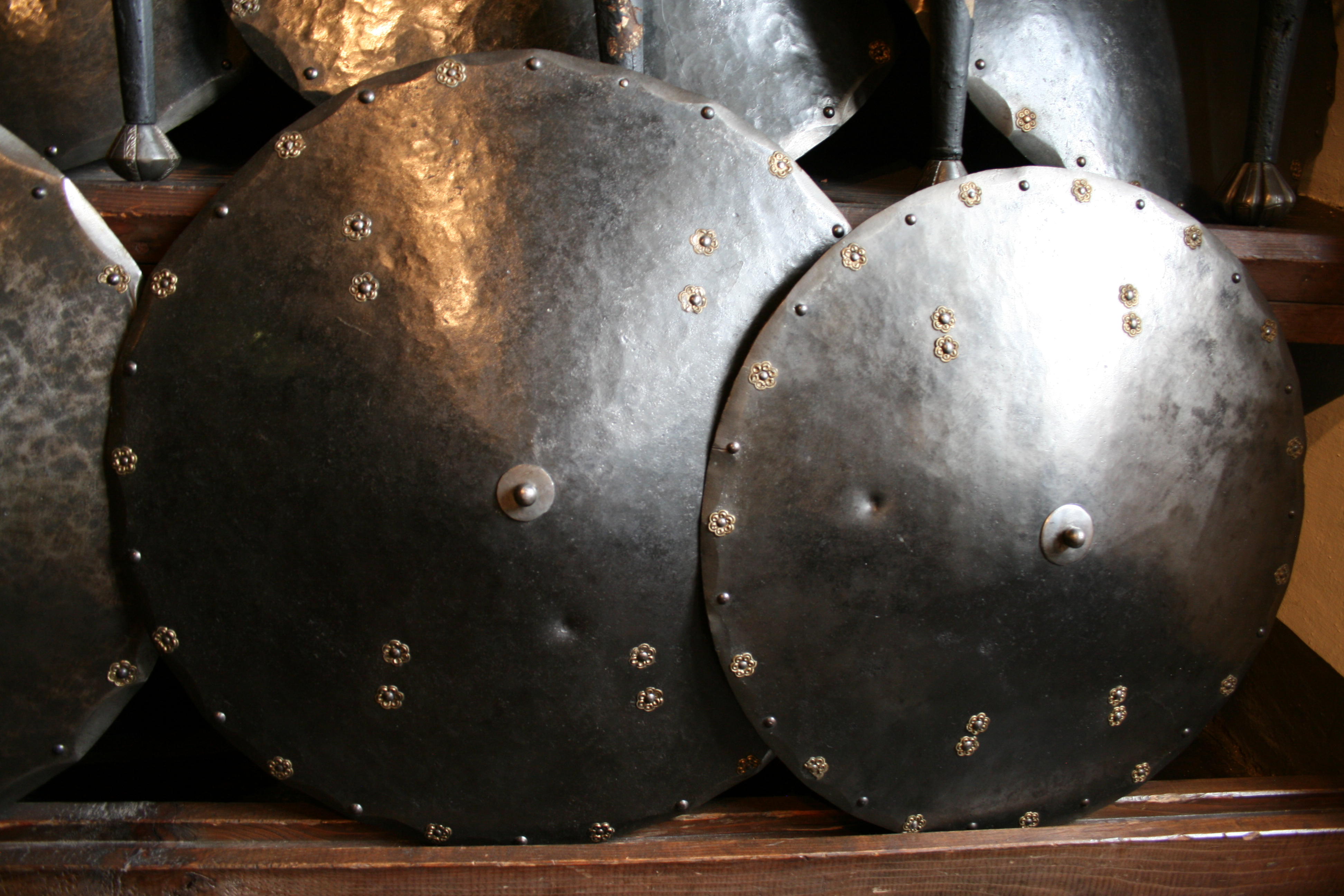
Rondartschen aus dem 17. Jahrhundert (Landeszeughaus Graz)

Der Rondartschier (auch Rontartschier) stellte im 16. und 17. Jahrhundert als Schwertkämpfer, neben Pikenier und Musketier, eine der damaligen drei Truppengattungen der Infanterie. Zur Ausrüstung zählten Stahlbrustharnisch, Arm- und Beinschienen, ein leichtes Kettenhemd, Helm, der Rondartsche (ein Rundschild) sowie Langschwert, Breitschwert oder Rapier.

## Hintergrund
Ihre Hochzeit hatten die Rondartschiere im 17. Jahrhundert. Namensgebend war der als Rundtartsche oder Rondartsche bezeichnete runde Schild, den ursprünglich die osmanischen Truppen bei der Belagerung von Wien 1529 und später auch 1683 führten. Rondartschierformationen waren die letzten mit „kaltem Stahl“ bewaffneten Infanterieeinheiten.
Die Rondatschiere operierten stets im Zusammenspiel mit Pikenieren und Musketieren, typischerweise im Rahmen der europaweit kopierten  Spanischen Ordonnanz (Tercio). Sie wurden sowohl defensiv als auch offensiv eingesetzt. Zum einen oblag ihnen der Frontal- und Flankenschutz der schwerfälligen Pikenier- und Musketierformationen. Zum anderen konnten sie, während einer Feuerpause, die Piken der gegnerischen Formation unterlaufen und die feindlichen Soldaten im Nahkampf dezimieren. Dabei wurden sie, sofern es die Gefechtslage zuließ, vom eigenen Musketenfeuer gedeckt. Sie waren außerordentlich erfolgreich und fügten den feindlichen Musketieren und Pikenieren schwere Verluste zu. Ebenso kamen sie zum Einsatz, wenn sich zwei gegnerische Pikenierformationen ineinander verkeilt hatten. Dann krochen sie beispielsweise unter die gegnerischen Pikeniere und stachen sie nieder.
Neben Spanien rekrutierten auch das Erzherzogtum Österreich, das Kurfürstentum Bayern und das Königreich Polen Söldnerrondartschiere.
Noch Raimondo Montecuccoli forderte, dass eine Infanteriekompanie idealerweise 88 Musketiere, 48 Pikeniere und 8 Rontartschiere umfassen sollte.
Mit der Fortentwicklung des Salvenfeuers und der europaweiten Einführung des Bajonetts zu Beginn des 18. Jahrhunderts wurde der Einsatz von Pikenieren und Rondartschieren militärisch überflüssig. Die Rondartschen wurden aufgrund ihrer Kugelfestigkeit auch bei der Reiterei geschätzt. Sie wurde entweder im Halsbereich des Pferdes befestigt oder an der Schulter des Reiters befestigt, solange er sie nicht einsetzte.

## Spätmittelalterliche Schildformen
Der Einsatz von Schilden wurde im Bereich der Kriegsführung zwar seltener, sie kamen aber, je nach Region, von 1490 bis in die 1690er zum Einsatz. Es gab dabei unterschiedliche Formen, so benutzten die Schotten und Engländer einen ähnlichen kleinen Rundschild, der zu den Targen zählt. Es gab die asymmetrischen Flügeltartschen oder den türkischen Kalkan der osteuropäischen Streiter, sowie den Buckler und die aus Stahl gefertigte Rondartsche.